# 国道386号

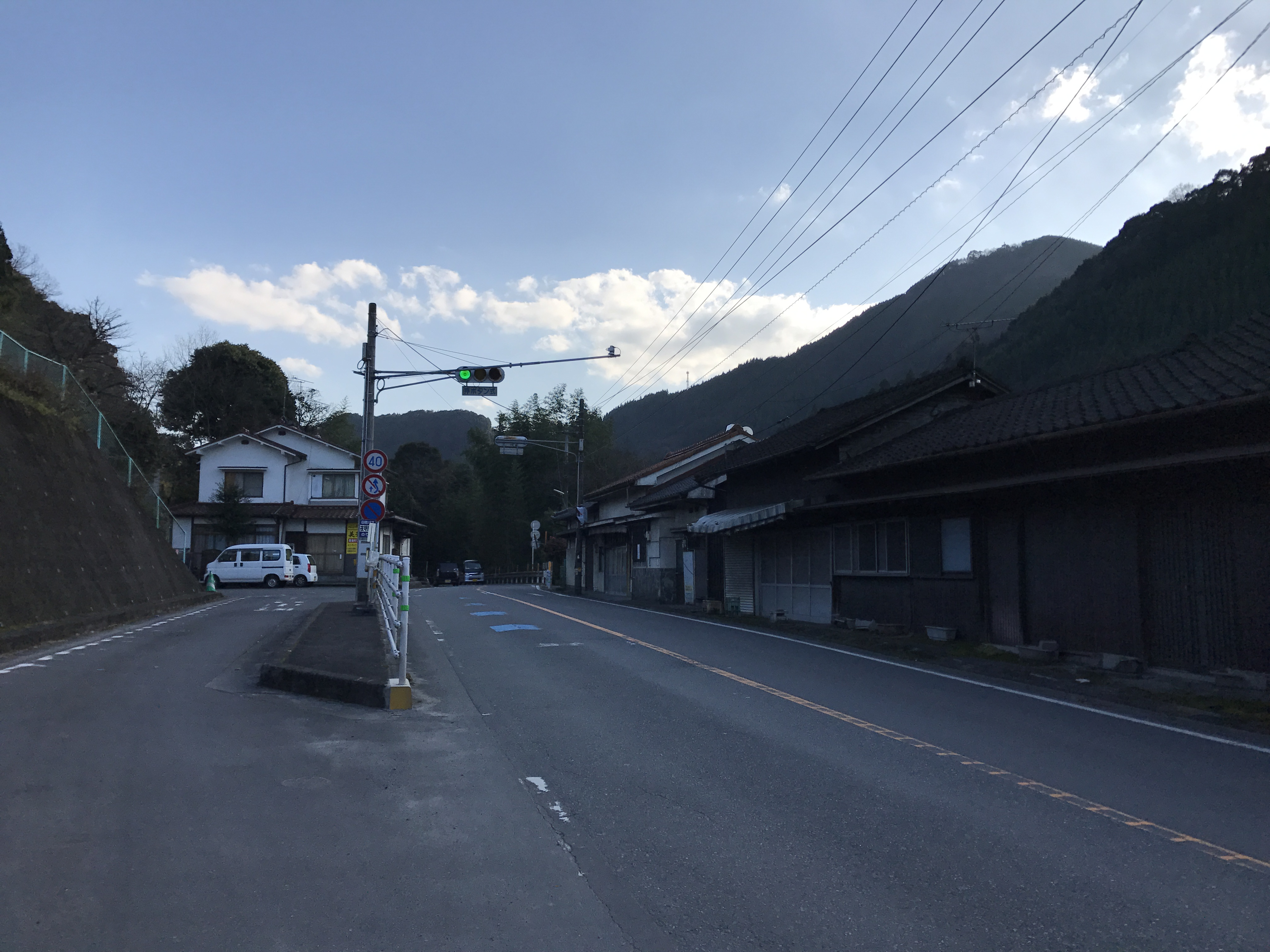
大分県日田市夜明
夜明駅前

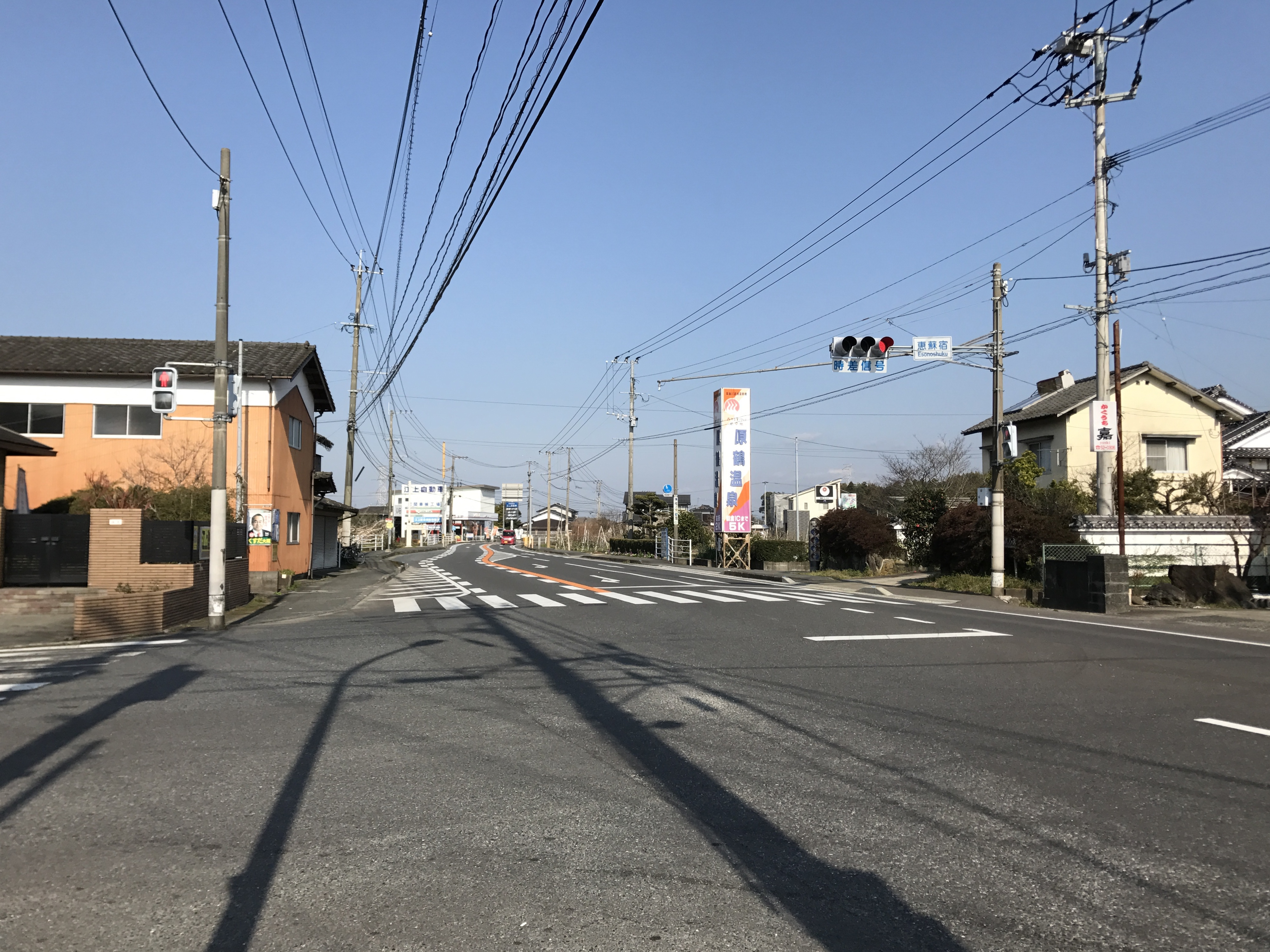
福岡県朝倉市山田
恵蘇宿交差点

国道386号（こくどう386ごう）は、大分県日田市から福岡県筑紫野市にいたる一般国道である。

## 概要
かつての主要地方道福岡日田線の一部が国道となり、その後一般県道となった福岡県道・大分県道112号福岡日田線がほとんど重複している。
日田市小ヶ瀬1丁目交差点国道210号交点を起点に、朝倉郡筑前町で国道200号と重複し、筑紫野市の国道3号交点に至る国道である。終点付近の国道200号との重複部分を除き、全体的に概ね北西に延びている。
福岡から日田へ続く日田往還の一つの朝倉街道として呼ばれ、その呼称は福岡県筑紫野市にある西鉄朝倉街道駅として今も親しまれている。

### 路線データ
一般国道の路線を指定する政令に基づく起終点および重要な経過地は次のとおり。
- 起点：日田市（小ヶ瀬（1）交差点 = 国道210号交点、福岡県道・大分県道112号福岡日田線終点）
- 終点：筑紫野市（原田（はるだ）交差点 = 国道3号交点、国道200号終点）
- 重要な経過地：甘木市[注釈 3]
- 総延長 : 54.8 km（福岡県 39.6 km、大分県 15.2 km）重用延長を含む。[2][注釈 4]
- 重用延長 : 2.2 km（福岡県 2.1 km、大分県 0.2 km）[2][注釈 4]
- 実延長 : 52.6 km（福岡県 37.6 km、大分県 12.0 km）[2][注釈 4]
  - 現道 : 40.0 km（福岡県 25.2 km、大分県 14.8 km）[2][注釈 4]
  - 旧道 : 0.2 km（福岡県 - km、大分県 0.2 km）[2][注釈 4]
  - 新道 : 12.4 km（福岡県 12.4 km、大分県 - km）[2][注釈 4]
- 指定区間：なし[3]

## 歴史
- 1954年（昭和29年） - 建設省告示により主要地方道に指定。同年、大分県側が県道認定（福岡県は翌年認定）。
  - 当初の整理番号は、福岡が5、大分が2。
- その後、1973年（昭和48年）までに整理番号が1に統一される。
- 1975年（昭和50年）4月1日 - 日田市本町から筑紫野市までの区間が一般国道386号として指定される。
- 2008年（平成19年）3月1日 - 国道210号の区画変更に伴い、起点が日田市本町（元町交差点）から日田市大字日高字小ヶ瀬（小ヶ瀬（1）交差点）に変更される[4]。
- 2020年（令和2年）3月31日 - 大分県告示第199号により国道212号玉川バイパスと並行する旧道区間の国道指定が解除され、三芳小渕町交差点 - 玉川交差点間が国道386号の単独区間となる[5]。

## 路線状況

### 通称
- 朝倉街道
- 日田街道

### バイパス
- 甘木朝倉バイパス

朝倉市宮野の福岡県道80号甘木朝倉田主丸線交点から朝倉郡筑前町久光の福岡県道593号久光西小田線交点までの区間。全区間供用されているが、朝倉市頓田の福岡県道8号馬田頓田線交点までの前半区間は旧道が降格せずに重複経路となっている。それ以後の後半区間は旧道が降格し、福岡県道・大分県道112号福岡日田線の単独区間となっている。

### 重複区間
- 国道211号（大分県日田市大字夜明）
- 国道200号（福岡県朝倉郡筑前町朝日・朝日東交差点 - 筑紫野市原田3丁目・原田（はるだ）交差点（終点））

### 道路施設

#### トンネル
起点から
- 大分県
  - 新櫛崎トンネル：延長135 m、1996年（平成8年）竣工、日田市
- 福岡県
  - 大平トンネル：延長275 m、1992年（平成4年）竣工、朝倉市

#### 道の駅
- 福岡県
  - 原鶴（朝倉市）

## 地理

### 通過する自治体
- 大分県
  - 日田市
- 福岡県
  - 朝倉市 - 朝倉郡筑前町 - 筑紫野市

### 交差する道路
| 交差する道路                                                                                    | 交差する道路                                                            | 都道府県名 | 市町村名 | 市町村名                                                             | 交差する場所              | 交差する場所             |
| ----------------------------------------------------------------------------------------------- | ----------------------------------------------------------------------- | ---------- | -------- | -------------------------------------------------------------------- | ------------------------- | ------------------------ |
|                                                                                                 | 国道210号 / 日田バイパス 福岡県道・大分県道112号福岡日田線 重複区間起点 | 大分県     | 日田市   | 日田市                                                               | 小ケ瀬町                  | 小ケ瀬（1）交差点 / 起点 |
| 大分県道535号豊後三芳停車場線 大分県道674号岩戸五馬日田線                                       | 三芳小渕町                                                              | 大分県     | 日田市   | 日田市                                                               | 三芳小渕町交差点          |                          |
| 大分県道・熊本県道9号日田鹿本線 大分県道48号日田玖珠線                                          | 本町                                                                    | 大分県     | 日田市   | 日田市                                                               | 元町交差点                |                          |
| 大分県道677号石井庄手線                                                                         | 本庄町                                                                  | 大分県     | 日田市   | 日田市                                                               | 本庄町西交差点            |                          |
| 国道212号 / 玉川バイパス 国道496号                                                              | 大字十二町                                                              | 大分県     | 日田市   | 日田市                                                               | 玉川交差点                |                          |
| 国道211号 重複区間起点                                                                          | 大字夜明                                                                | 大分県     | 日田市   | 日田市                                                               | 夜明三差路交差点          |                          |
| 国道211号 重複区間終点                                                                          | 大字夜明                                                                | 大分県     | 日田市   | 日田市                                                               | 夜明大橋北交差点          |                          |
| 福岡県道52号八女香春線                                                                          | 福岡県                                                                  | 朝倉市     | 朝倉市   | 杷木池田                                                             | 杷木交差点                |                          |
| E34 大分自動車道                                                                                | 福岡県                                                                  | 朝倉市     | 朝倉市   | 杷木寒水（そうず）                                                   | 杷木IC入口交差点 4 杷木IC |                          |
| 福岡県道587号高山千年線                                                                         | 福岡県                                                                  | 朝倉市     | 朝倉市   | 杷木志波                                                             | 原鶴温泉入口交差点        |                          |
| 福岡県道588号甘木吉井線 重複区間起点                                                            | 福岡県                                                                  | 朝倉市     | 朝倉市   | 杷木志波                                                             | 本陣橋交差点              |                          |
| 佐賀県道・福岡県道14号鳥栖朝倉線 福岡県道511号吉井恵蘇宿線 福岡県道588号甘木吉井線 重複区間終点 | 福岡県                                                                  | 朝倉市     | 朝倉市   | 山田                                                                 | 恵蘇宿交差点              |                          |
| 福岡県道79号朝倉小石原線                                                                        | 福岡県                                                                  | 朝倉市     | 朝倉市   | 須川                                                                 | 須川交差点                |                          |
| 国道386号 / 旧道 福岡県道80号甘木朝倉田主丸線 重複区間起点                                      | 福岡県                                                                  | 朝倉市     | 朝倉市   | 宮野                                                                 | 比良松交差点              |                          |
| 福岡県道80号甘木朝倉田主丸線 重複区間終点                                                       | 福岡県                                                                  | 朝倉市     | 朝倉市   | 古熊                                                                 |                           |                          |
| 福岡県道80号甘木朝倉田主丸線                                                                    | 福岡県                                                                  | 朝倉市     | 朝倉市   | 段                                                                   | 高棚交差点                |                          |
| 福岡県道509号塔ノ瀬十文字小郡線                                                                 | 福岡県                                                                  | 朝倉市     | 朝倉市   | 段                                                                   | 下三奈木交差点            |                          |
| 国道386号 / 旧道                                                                                | 福岡県                                                                  | 朝倉市     | 朝倉市   | 堤                                                                   | 普及センター前交差点      |                          |
| 旧道                                                                                            | 福岡県                                                                  | 朝倉市     | 朝倉市   | 国道386号 / 旧道起点                                                 | 宮野                      | 比良松交差点             |
| 旧道                                                                                            | 福岡県                                                                  | 朝倉市     | 朝倉市   | 福岡県道589号福光朝倉線                                              | 入地                      | 中町交差点               |
| 旧道                                                                                            | 福岡県                                                                  | 朝倉市     | 朝倉市   | 福岡県道508号金川田主丸線                                            | 三奈木                    | 十文字公民館前交差点     |
| 旧道                                                                                            | 福岡県                                                                  | 朝倉市     | 朝倉市   | 福岡県道509号塔ノ瀬十文字小郡線                                      | 三奈木                    | 十文字交差点             |
| 旧道                                                                                            | 福岡県                                                                  | 朝倉市     | 朝倉市   | 福岡県道8号馬田頓田線 福岡県道・大分県道112号福岡日田線 重複区間終点 | 頓田                      | 古賀茶屋交差点           |
| 旧道                                                                                            | 福岡県                                                                  | 朝倉市     | 朝倉市   | 国道386号 / 旧道終点                                                 | 堤                        | 普及センター前交差点     |
|                                                                                                 | 福岡県                                                                  | 朝倉市     | 朝倉市   | 国道322号 国道500号 重複                                             | 持丸                      | 持丸北交差点             |
| 福岡県道594号女男石野町線                                                                       | 福岡県                                                                  | 朝倉郡     | 筑前町   | 弥永                                                                 | 弥永交差点                |                          |
| 福岡県道77号筑紫野三輪線 重複区間起点                                                           | 福岡県                                                                  | 朝倉郡     | 筑前町   | 弥永                                                                 | 弥永西交差点              |                          |
| 福岡県道77号筑紫野三輪線 重複区間終点                                                           | 福岡県                                                                  | 朝倉郡     | 筑前町   | 久光                                                                 | 北新町交差点              |                          |
| 福岡県道・大分県道112号福岡日田線 重複区間起点 福岡県道593号久光西小田線                        | 福岡県                                                                  | 朝倉郡     | 筑前町   | 久光                                                                 | 久光橋交差点              |                          |
| 福岡県道597号三箇山山隈線                                                                       | 福岡県                                                                  | 朝倉郡     | 筑前町   | 栗田                                                                 | 栗田交差点                |                          |
| 福岡県道595号山家西小田線                                                                       | 福岡県                                                                  | 朝倉郡     | 筑前町   | 松延                                                                 | いしびつ交差点            |                          |
| 国道200号 / 冷水道路 国道200号 重複区間起点 福岡県道・大分県道112号福岡日田線 重複区間終点      | 福岡県                                                                  | 朝倉郡     | 筑前町   | 朝日                                                                 | 朝日東交差点              |                          |
| 福岡県道53号久留米筑紫野線 バイパス                                                             | 福岡県                                                                  | 朝倉郡     | 筑前町   | 朝日                                                                 | 筑紫大橋北交差点          |                          |
| 国道3号 / 筑紫野バイパス 国道200号 重複区間終点                                                 | 福岡県                                                                  | 筑紫野市   | 筑紫野市 | 原田（はるだ）3丁目                                                  | 原田交差点 / 終点         |                          |

### 交差する鉄道
- 久大本線
- 西鉄天神大牟田線

### 沿線

#### 日田市
日田市内では概ね南側の玖珠川・三隈川・筑後川と北側の久大本線に挟まれるかたちで並行している。
日田市の中心市街地からやや東側に外れた小ヶ瀬1丁目交差点で国道210号から北側に分岐する。玖珠川の北岸に沿って約1 km進んだところで川から離れ、日田市中心部に入る。日田市中心部にある本町交差点を右折し北東に約300 m進むと日田駅・日田バスターミナルがあり、同交差点を左折し約700 m進んだ三隈川沿いに日田温泉がある。
中心部を抜けて花月川を渡り、左手（南側）に三隈川を、右手（北側）に久大本線を見ながら約10 kmにわたり山間部の友田・夜明地区を進んでいく。夜明地区に入ると大分自動車道も並行する。並行する川は夜明地区で筑後川と名を変え、夜明ダムを過ぎて新櫛崎トンネルを抜け、福岡県との県境付近で久大本線をまたぎ越して同線と別れ、福岡県に入り引き続き北西に進んでいく。

#### 朝倉市
県境を越えて福岡県朝倉市の旧杷木町に入る。旧杷木町では沿線にイチゴ・スモモ・柿・ナシ・ブドウなどの果樹園が多く点在する。池田交差点の先で西に向きを変え、旧杷木町の中心部を通る。中心部内の杷木交差点で左折して南下した筑後川の川向こうに筑後川温泉があり、杷木交差点の約300 m西側の杷木IC入口交差点を右折したところに大分自動車道 杷木ICがある。さらに約3 km西進すると原鶴温泉に入る。同温泉唯一の共同浴場「ひまわりの湯」は国道沿いにあるが、他の温泉旅館は国道の左側（南側）にある放水路の向こう側にある。
旧朝倉町に入ったところで筑後川と分かれ、再び北西に向きを変える。三連水車を過ぎ、旧朝倉町中心部の比良松交差点で旧道と甘木朝倉バイパス（後述）の二手に分かれる。
比良松交差点をそのまま直進すると旧道である。旧道は旧甘木市中心部の朝倉市中心部を通っていくが、朝倉市中心部を含む佐田川橋交差点以北の区間はバイパスの開通に伴い国道指定から外れ、福岡県道・大分県道112号福岡日田線の単独区間となった。しかし比良松交差点から佐田川橋交差点までの間は現在も国道指定されている。
一方、比良松交差点を右折するとバイパスである。バイパスは約1 km進んだところで北西に向きを変え、旧道の北東側を通る。朝倉市中心部から北東に外れた地域を通り、大平トンネルを抜け、小石原川を渡り筑前町に入る。

#### 朝倉郡筑前町・筑紫野市
朝倉郡筑前町に入り約1 km進んだところで左にカーブし、旧三輪町中心部の久光橋交差点を右折してバイパス区間は終わり、再び福岡県道・大分県道112号福岡日田線と合流して北西に進む。筑前町役場（旧夜須町役場）の前を通り、町の北西部の朝日東交差点を左折する。
朝日東交差点から終点までは国道200号との重複区間である。いったん南南西に進んでいき、宝満川を渡り筑紫野市に入ると西鉄天神大牟田線をまたぎ越しつつ右にカーブし、西側に向きを変えて新興住宅地の中を約1 km進んだところにある原田（はるだ）交差点が終点となる。